# Kostel Nanebevstoupení Páně (Brandýs nad Orlicí)
Pozdně barokní jednolodní kostel Nanebevstoupení Páně z let 1787–1788 se nalézá ve stráni na Komenského náměstím v městě Brandýs nad Orlicí v okrese Ústí nad Orlicí. Kostel je od roku 1958 chráněn jako nemovitá kulturní památka ČR.

## Historie
Jednolodní pozdně barokní kostel vystavěl v letech 1787–1788 stavitel František Jedlička z Heřmanova Městce na místě postaven starší stavby, připomínané ve 14. století. Areál kostela s přilehlým hřbitovem, márnicí a schodištěm s krucifixem tvoří výraznou dominantu města. 

## Popis
Kostel Nanebevstoupení Páně se nachází na vyvýšeném prostranství severně od Komenského náměstí. Kostel je obklopen dnes již nevyužívaným hřbitovem obehnaným opukovou ohradní zdí do které byla zabudována mladší márnice. 
Jednolodní kostel uzavírá půlkruhový presbytář se sanktusníkem, střecha je krytá eternitem. Fasádu kostela tvoří žlutá štuková omítka. Vstup do kostela je v západní hranolové věži se zaoblenými odsazenými nárožími. 
Vstupní portál má profilované zaoblené pískovcové ostění, na klenáku je vytesán letopočet 1788; nad ním je umístěn štukový kříž a segmentově prohnutá profilovaná římsa. Nad římsou je umístěno barokní okno s klenákem a profilovanou šambránou, nad ním je trojúhelníkový tympanon. Nad ním jsou po stranách věže tři půlkruhově zaklenutá zvonová okna, nad kterými je rovná kamenná římsa. Věž je ukončena plechovou cibulovou bání s lucernou a makovicí.
Stěny věže i lodi člení sokl, lisenové rámy a profilovaná korunní římsa. Boční průčelí jsou trojosá, s trojlaločně zaklenutými okny s profilovanou šambránou a klenáky. 

## Interiér
Presbytář je zaklenut pruskou plackou, závěr konchou s lunetami nad okny. Triumfální oblouk je segmentový, vlevo v presbytáři je vchod s kamenným ostěním do sakristie, nad ní oratoř s vystupující dřevěnou balustrádou. 
Loď je zaklenuta třemi pruskými plackami oddělenými pasy. V 1. a 3. placce jsou nad okny lunety. Pasy vybíhají ze svazkových pilastrů s iónskými hlavicemi. U vchodu je kruchta nesená dvěma toskánskými sloupy, se třemi segmentovými oblouky. Podvěží je zaklenuto českou plackou. 
Hlavní oltář pochází z poloviny 18. století, má volutový nástavec a je zdoben zlacenými rokajovými aplikacemi, sochami sv. Petra a Pavla po stranách a Boha Otce (v nástavci) a brandlovským obrazem s výjevem Nanebevstoupení z 1. poloviny 18. století.
Pseudobarokní ornamentální výzdoba pochází z roku 1892.

## Fotogalerie

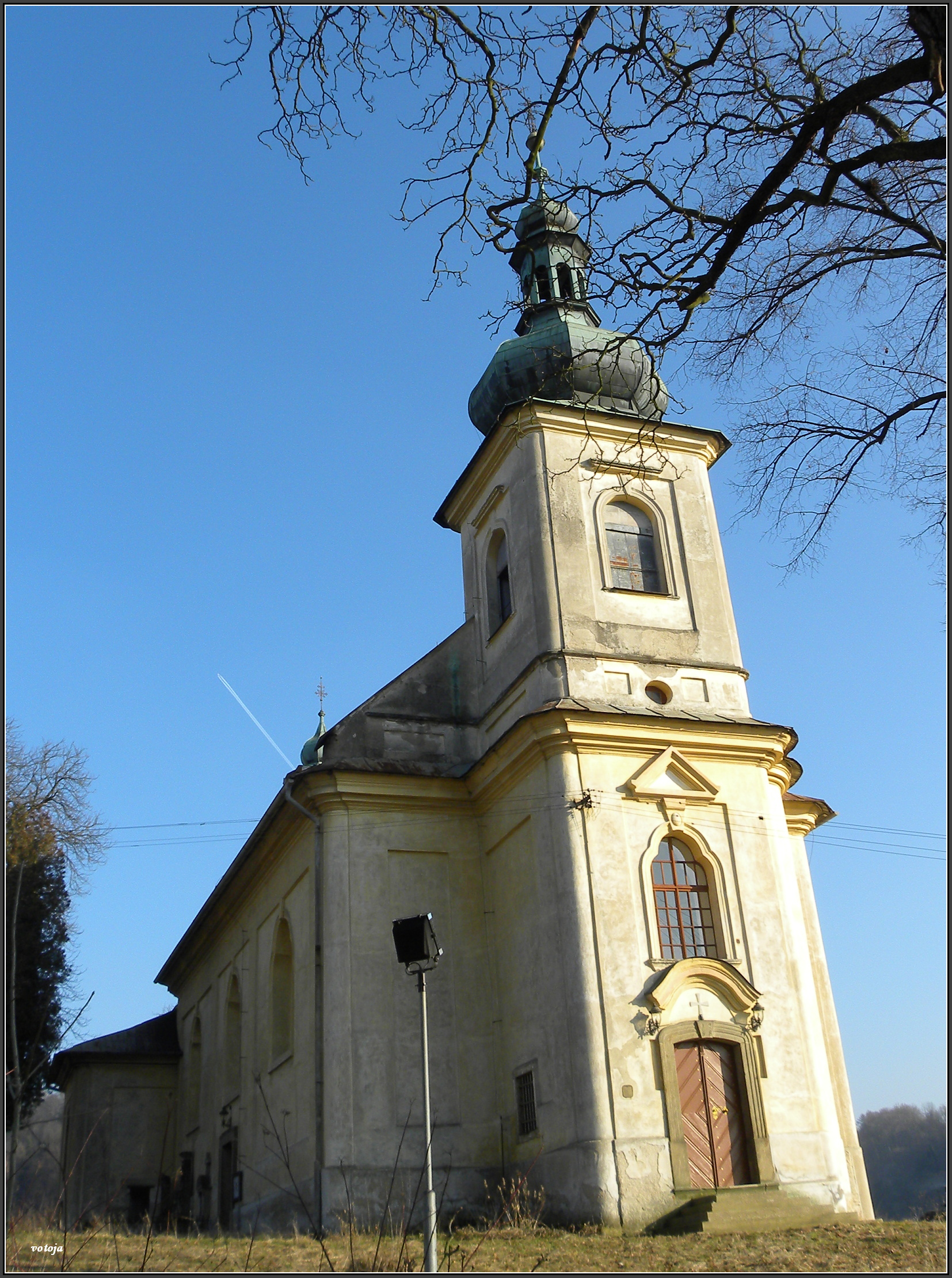
kostel Nanebevstoupení Páně v Brandýse nad Orlicí
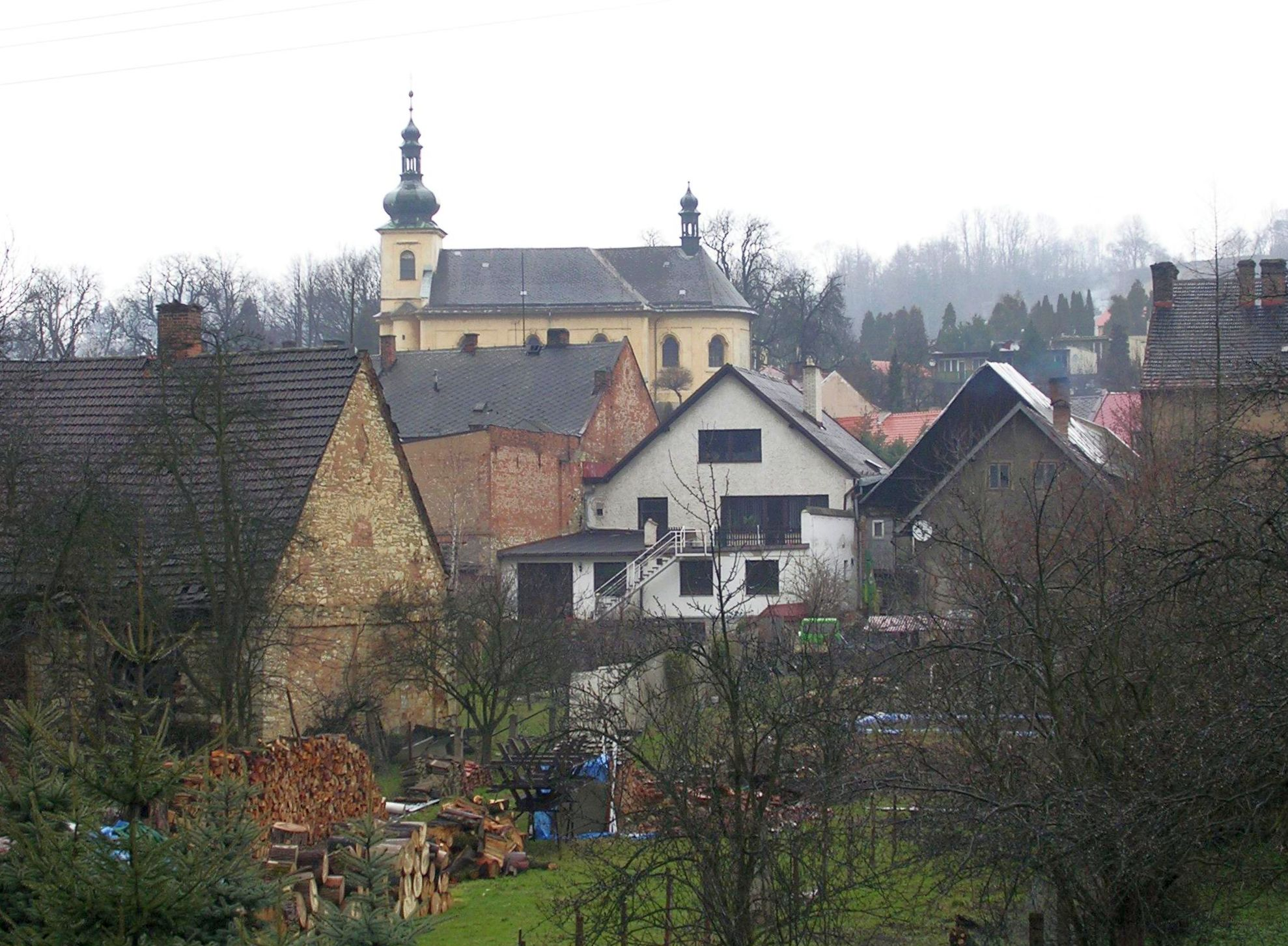
kostel Nanebevstoupení Páně v Brandýse nad Orlicí
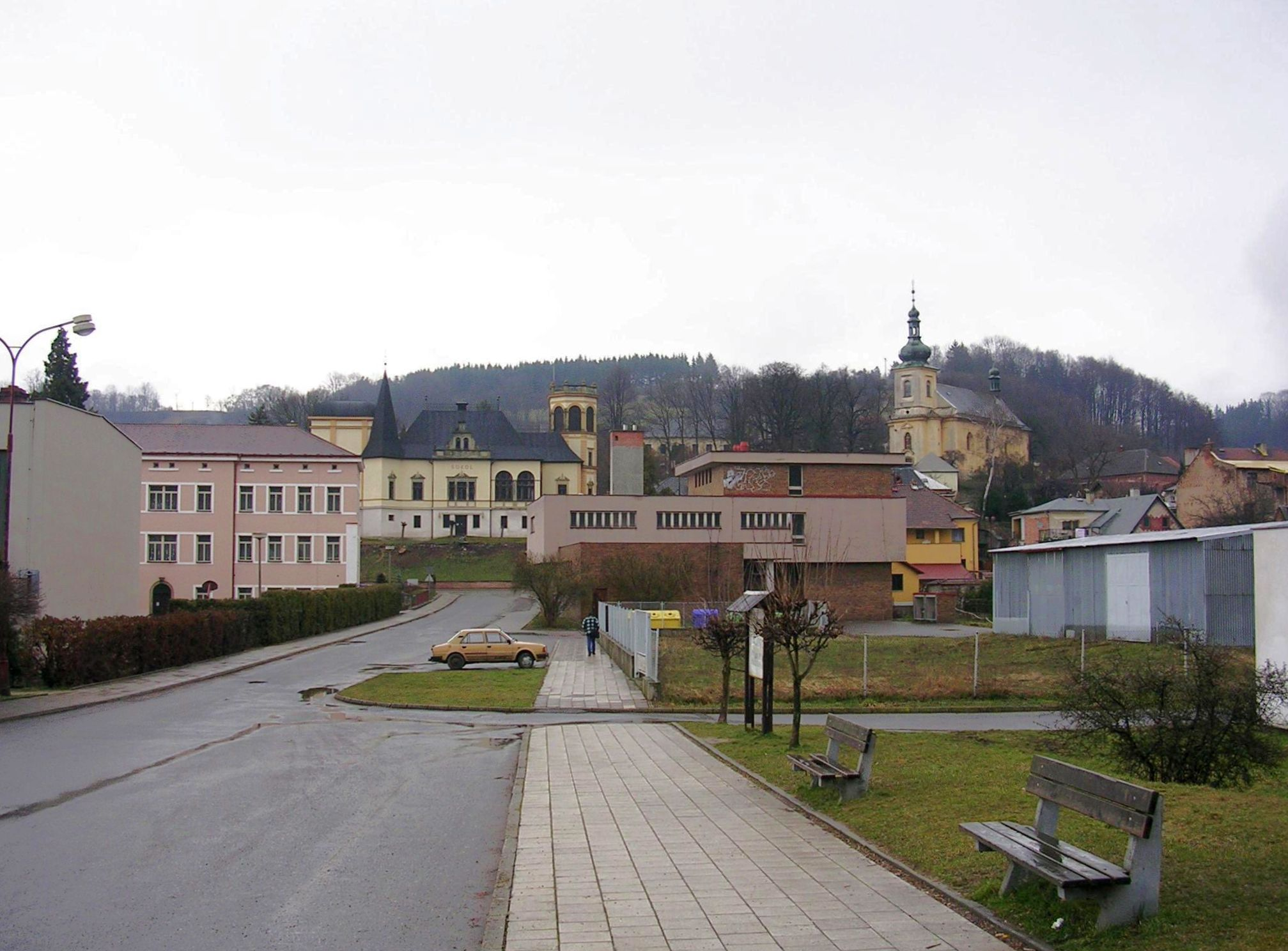
kostel Nanebevstoupení Páně v Brandýse nad Orlicí